# (2002) Euler
(2002) Euler – planetoida z pasa głównego asteroid okrążająca Słońce w ciągu 3 lat i 278 dni w średniej odległości 2,42 au Została odkryta 29 sierpnia 1973 roku w Krymskim Obserwatorium Astrofizycznym w Naucznym na Półwyspie Krymskim przez Tamarę Smirnową. Nazwa planetoidy pochodzi od Leonharda Eulera (1707–1783), szwajcarskiego matematyka i fizyka. Przed nadaniem nazwy planetoida nosiła oznaczenie tymczasowe (2002) 1973 QQ1.